# Sullivan utazásai
A Sullivan utazásai (eredeti cím: Sullivan’s Travels) 1941-ben bemutatott fekete-fehér filmszatíra. Írója és rendezője Preston Sturges.
A történetben egy sikeres hollywoodi filmrendező szeretne társadalmi mondanivalót kifejező filmet forgatni, saját tapasztalatokat szerez a nagy gazdasági világválság idején, majd rájön, hogy az emberek számára fontos a nevetés.
Ez volt az első filmek egyike, amiben Veronica Lake főszerepet játszott. A film címe utalás Jonathan Swift szatirikus, társadalombíráló könyvére, a Gulliver utazásaira.
1990-ben a Sullivan utazásai-t az amerikai kongresszusi könyvtár beválasztotta megőrzésre az Egyesült Államok nemzeti filmarchívuma számára „kulturálisan, történelmileg vagy esztétikailag jelentősége” miatt.

## Cselekménye
|  | Alább a cselekmény részletei következnek! |

Helyszín: Hollywood, Egyesült Államok, az 1937-es nagy gazdasági világválság idején.
John L. Sullivan számos jól jövedelmező, de sekélyes hollywoodi vígjáték fiatal filmrendezője, azonban ennél többre vágyik. Szeretné a társadalom szélére csúszott szegények sorsát ábrázolni egy társadalomkritikus könyv, az O Brother, Where Art Thou? („Ó, testvér, merre visz az utad?”) alapján (írója Sinclair Beckstein). A stúdió vezetői hevesen tiltakoznak ez ellen, egyrészt mert tudják, hogy ez anyagilag bukás lenne, másrészt azt mondják neki, hogy az emberek nem kíváncsiak a szegényekre, hanem fiatal, tiszta ruhákba öltözött embereket akarnak látni, nevetéssel, zenével és női lábakkal. Majd azt hozzák fel, hogy Sullivan nem ismeri a nehézségeket és a körülményeket, amikről filmet akar készíteni. Saját példájukat hozzák fel: egyikük gyerekkorától kezdve újságot árult, majd egy cipőboltban dolgozott és esti iskolába járt. Másikuk 13 évesen három húgát, két kisöccsét, valamint özvegy édesanyját támogatta a munkájával. Sullivan hasonló életkorban már heti több ezer dollárt keresett. Sullivan gyorsan határoz: be fog öltözni csavargónak, és 10 centtel a zsebében meg fogja tapasztalni az élet nehezebb oldalát. (miután kimegy az irodából, a két producer beismeri, hogy egy szó sem igaz abból, amit mondtak neki). Otthon inasa segítségével rongyos ruhába öltözik, bár komornyikja figyelmezteti, hogy nem helyes, amit tesz: a szegények betolakodónak tekintik majd, a gazdagokat nem fogja érdekelni és az egész kirándulás veszélyes. (ezt a stúdió vezetői is felismerik és 1 millió dolláros életbiztosítást kötnek rá). Inasa a cipője talpába varrta a személyi azonosító kártyáját, hogy baj esetén igazolni tudja majd magát. Még indulása előtt újságírók jelentkeznek, akik folyamatosan tudósítanának a kalandjairól. Sullivan nem kér a dologból, a producerek azonban jó hírverésnek tartják és egy jól felszerelt lakóbuszt indítanak, amiben a tudósítók mellett orvos és szakács is utazik. A busz közvetlenül Sullivan mögött döcög.
Sullivan lestoppol az országúton egy amatőr versenyautót, amit egy 13 éves fiú vezet, aki örömmel felveszi és száguldozni kezd. Egy mellékúton a busz lerobban. Sullivan ajánlatot tesz a busz utasainak: távolabbról kövessék és ő majd jelentkezni fog.
Egy büfében egy szőke nővel találkozik, aki kiegészíti a Sullivan által kért sovány reggelit. Kiderül, hogy színésznő, aki filmszerepléssel próbálkozott, de nem sikerült neki és most hazafelé tart. Sullivan megkérdezi tőle, nem tudna-e segíteni a lánynak, mire ő ajánlólevelet kér Lubitschhoz. Sullivan megígéri, hogy majd szól néhány szót az érdekében, majd felajánlja, hogy elviszi a lányt kocsival oda, ahova menni akar, mert kölcsön tudja kérni a „barátja” autóját. A lány azt mondja neki, hogy Chicagóba szeretne menni. Hamarosan két motoros rendőr ered a nyomukba (valószínűleg azért, mert Sullivan elfelejtett szólni a személyzetnek és ők bejelentették az autó eltűnését), és egy fogdában találják magukat. Sullivanhoz megérkezik az inasa és a komornyikja, és személyesen igazolják, hogy az úr filmrendező, erre elengedik őket.
Ezen a ponton Sullivan leleplezi magát a lány előtt és hazaviszi a fényűző házába, ahol a lány belelöki a medencébe, mert nem mondta meg neki az igazat. Amikor azonban meghallja, hogy az álruha célja a tapasztalatszerzés, felajánlja, hogy elkíséri a férfit, mert őneki már több tapasztalata van a kinti világban.
Tehervonattal utaznak és tömegszálláson alszanak, ahogy a többiek. Végül elegük lesz a dologból. A stúdió kiküldött fényképészeinek közben sikerül néhány képet készíteniük „a filmrendező tapasztalatokat szerez a való életből” témában, amit a stúdió sikerként értékel, mivel publicitást jelent a számukra.
A lány szeretné, ha együtt élnének, ekkor Sullivan felfedi, hogy ő megnősült a menedzsere tanácsára, aki szerint ezzel adókedvezményhez juthat, azonban a feleség többe került, mint az adómegtakarítás, így a névleges házassággal Sullivan rosszul járt, de a házasságot nem tudja felbontani.
Sullivan elhatározza, hogy a hajléktalanok között szerzett tapasztalatokért hálából 5 dolláros bankjegyeket fog osztogatni, amit meg is tesz. Az óriási összeg meglepi mindazokat, akik kapják, egyikük azonban még többet akar. A teherpályaudvar környékén egy sötétebb helyen megtámadja Sullivant, leüti és kirabolja, még a cipőjét is elveszi, majd egy tehervagonba tuszkolja. Amikor azonban a zsebébe gyömöszölné a bankjegyeket, azokat szétfújja a szél, és miközben próbálja összeszedni őket, egy vonat elüti a férfit. Mivel az arca szétroncsolódott, a cipőtalpba rejtett igazolvány alapján azonosítják a halottat. Az újságok közlik a hírt: „Az ismert filmrendező, John Sullivan halálos balesetet szenvedett a teherpályaudvaron”. A lány magába roskad.
Amikor Sullivan a fejét ért ütéstől kábán leszáll a vonatról, a pályaőr durván rátámad, Sullivan védekezésképpen egy kővel odacsap neki. Hamarosan a bíróság előtt találja magát. Minden homályos előtte, még a saját nevére sem emlékszik. Az ítélet: 6 év kényszermunka.
A táborban az őr keményen bánik vele, büntetésképpen hamarosan az „izzasztóban” találja magát (ami egy egyszemélyes, fából készült, szűk kabin). A raboknak ritka szórakozásban van részük: egy négerek által látogatott templomban filmvetítést tartanak, amin ők is részt vehetnek. A műsorban Walt Disney A játékos Pluto című rajzfilmjét vetítik. Az egyébként sanyarú sorsú rabok harsányan nevetnek a filmen. Sullivan felismeri, hogy a nevetés fontos az embereknek, főleg, ha nem sok okuk van nevetni.
Egy idősebb elítélt segít rajta, ahogy tud. Amikor Sullivan közli vele, hogy ki akar jutni innen, több ötlet is felmerül, végül Sullivan (akinek időközben visszatért az emlékezete) vallomást tesz: „ő ölte meg Sullivant”. Biztos benne, hogy ezzel az újságok címoldalára kerül, és így is történik, a lány felismeri az arcképét. Azonnal beindul a filmstúdióban a nyüzsgés és telefonálás, Sullivan hamarosan kiszabadul (valószínűleg óvadék ellenében).
Időközben, amíg azt hitték, hogy meghalt, felesége hozzáment Sullivan menedzseréhez. Így Sullivan elveheti a lányt.
A történetet boldog, nevető arcokból készült montázs zárja le.
|  | Itt a vége a cselekmény részletezésének! |

## Szereposztás
- Joel McCrea – John L. Sullivan filmrendező
- Veronica Lake – „a lány”, színésznő, Sullivan társa az utazások közben
- Robert Warwick – Mr. Lebrand
- William Demarest – Mr. Jonas
- Franklin Pangborn – Mr. Casalsis
- Porter Hall – Mr. Hadrian
- Byron Foulger  – Mr. Johnny Valdelle
- Margaret Hayes – titkárnő
- Robert Greig – Burrows, Sullivan inasa
- Eric Blore – Sullivan komornyikja
- Torben Meyer – orvos
- Georges Renavent – öreg elítélt

megjegyzések:
- Ez volt a Preston Sturges által írt tíz film közül a hatodik, amiben William Demarest szerepelt.[1]
- Preston Sturges cameomegjelenése a filmben az a jelenet, amikor a lány észreveszi az újságban Sullivan fényképét és berohan a filmstúdióba (Preston Sturges egy filmrendezőt alakít). Akibe a lány majdnem beleszalad a stúdión kívül, az Ray Milland.

## Fogadtatás
A Sullivan utazásai nem volt azonnal siker, mint Sturges korábbi filmjei, a The Great McGinty és a The Lady Eve, és a kritikusok is vegyesen fogadták.
Bár a The New York Times kritikája szerint „a legragyogóbb film ebben az évben”, és dicsérte, ahogyan Sturges vegyíti a kalandokból fakadó mókát a mélyebb mondanivalóval, a Hollywood Reporter szerint „hiányzik belőle a hétköznapi minőség, és az őszinteség, ami Sturges korábbi három filmjét élvezetessé tette”. Továbbá „a rendező Sturges nem tudja átadni azt az üzenetet, amit az író Sturges beleírt a forgatókönyvbe. Az emberek nevetni akarnak, nem társadalmi tanulmányokat [olvasni].” A The New Yorker' kritikája szerint: „mindenki hibázhat, még Preston Sturges is. A hiba egy elbizakodott darab, a Sullivan utazásai.”
Ugyanakkor a Times szerint egyike „A 10 legjobb film 1941-ben” listának, a National Board of Review pedig jelölte „az év legjobb filmje” címre.
Az eltelt idő alatt a film megítélése jelentősen javult, manapság klasszikusnak számít. Némelyik kritikus Sturges mestermunkájának tartja, illetve a valaha készült legjobb filmek egyikének.

## Díjak, jelölések
1990-ben a Sullivan utazásai-t az amerikai kongresszusi könyvtár beválasztotta megőrzésre az Egyesült Államok nemzeti filmarchívuma számára „kulturálisan, történelmileg vagy esztétikailag jelentős” léte miatt.
2007-ben az Amerikai Filmintézet 61.-nek sorolta be „Minden idők legjobb filmjei” listában.
Az Amerikai Filmintézet elismerései:
- 2000: 100 Years... 100 Laughs  (100 év ... 100 nevetés), 39.
- 2006: 100 Years... 100 Cheers  (100 év ... 100 jókedv / derűs pillanat), 25.
- 2007: 100 Years... 100 Movies  (100 év ... 100 film), 61.

## A film készítése
A Paramount Pictures 6000 dollárért vette meg a forgatókönyvet Sturgestől. Sturges ezt válasznak szánta azokkal a vígjátékokkal szemben, amik előtérbe helyezték az erkölcsi mondanivaló kimondását a szórakoztatással szemben. Lehetséges, hogy az ötletet onnan vette, hogy John Garfield későbbi amerikai elnök is utazott tehervonatokon hobóként egy rövid ideig az 1930-as években. Sturges eleve Joel McCrea számára írta a szerepet. A női főszerepre Barbara Stanwyck és Frances Farmer is pályázott.

A film egy idézettel kezdődik:
Azok emlékére, akik megnevettettek minket: a bohócoknak és pojácáknak, akik mindig és mindenhol arra törekszenek, hogy könnyebbé tegyék a mindennapi terhek elviselését – ezt a filmet szeretettel nekik ajánljuk.
Az idézetet elvileg Sullivan mondta volna el. Egy előszó is lett volna: „Ez a történet egy férfiról szól, aki le akart mosni egy elefántot. Az elefánt majdnem agyontaposta őt.”
A Paramount leszerződött a Schlesinger Corp.-pal (akik a Warner Bros. Bolondos dallamok és Merrie Melodies rajzfilmjeit készítették) egy felvezető animáció elkészítésére a stáblista alatt, de az nem jelenik meg a filmben (talán el sem készült).
A Hays Office cenzorai tiltakoztak a forgatókönyv ellen a „bum” szó miatt (=fenék, tompor), mondván, hogy a brit cenzorok emiatt vissza fogják dobni a filmet. Továbbá felhívták a figyelmet rá, hogy amikor Sullivan és a lány a tömegszálláson a tömegben alszik, kerülni kell „a szexuális intimitás sugalmazását”.
A filmet 1941. május 12-én kezdték forgatni és július 22-én fejezték be.
Veronica Lake hat hónapos terhes volt a forgatás megkezdésekor, de ezt nem közölte a forgatás megkezdése előtt. Sturges olyan dühös volt emiatt, hogy le kellett fogni. Sturges konzultált Lake orvosával, hogy képes lesz-e a színésznő eljátszani a szerepet (pl. a mozgó vonatra való felugrás és leugrás jeleneteit), és felvette a korábbi Tournament of Roses szépségverseny királynőjét, Cheryl Walkert Lake dublőrének.
Edith Headet, Hollywood leghíresebb jelmeztervezőjét kérték fel rá, találjon rá módot, hogy a színésznő állapota ne látszódjon a filmben.
Szemtanúk beszámolói szerint Lake-et nem szerették a kollégái: McCrea visszautasította, hogy még egyszer játsszon vele, emiatt lemondta a Boszorkányt vettem feleségül főszerepét is, amiben a színésznő lett a női főszereplő. Ottani partnere, Fredric March sem jött ki jól vele.
A film készítése során voltak kisebb problémák. Sturges azt szerette volna, ha fel tud használni egy Charlie Chaplin rövidfilmet a templombeli vetítéshez, de Chaplin ebbe nem egyezett bele. A „szegénység montázs” felvételei az előirányzott 3 óra helyett 7 órát vettek igénybe. Mindezek miatt a film kissé többe került a tervezettnél. Az összköltség 689 665 dollár lett, ami 86 665 dollárral volt több a költségvetésnél.

## Forgatási helyszínek
Forgatási helyszínek voltak: Canoga Park (Kalifornia), San Marino (Kalifornia), Castaic (Kalifornia) és a Lockheed Air Terminal.

## Házimozi megjelenés
A Sullivan utazásai az Egyesült Államokban videón 1989. március 16-án jelent meg, majd 1993. június 30-án újból kiadták. Nagy-Britanniában egy helyreállított verziót adtak ki 2000. május 12-én.

## Érdekesség
- A film 1941 decemberében jelent meg, de New Yorkban csak 1942. január 28-án mutatták be.[6]
- A film bemutatása után az USA cenzori hivatala nem adta meg az exportengedélyt, mert úgy ítélték meg, hogy „ezekben a háborús időkben előnytelen lenne a történetben látható fogolytábor hosszas bemutatása, amiben brutálisan és embertelenül bánnak a megláncolt rabokkal”. Ez az ítélet összhangban állt a hivatal általános álláspontjával, ami szerint „nem exportálhatók olyan filmek, amiket ellenséges propaganda céljára használhatnak fel”. A producerek nem voltak hajlandók változtatni a filmen, hogy az megfeleljen ezeknek az előírásoknak.
- A négerek templomában lezajló jelenet (ahová a rabok később filmvetítésre mennek) azért érdekes, mert akkoriban szokatlan volt, hogy négereket ilyen helyzetben ábrázoljanak amerikai filmekben. Az ő megszokott szerepük az ügyetlen, nevetséges, bárgyúan viselkedő alantas beosztású szerepe volt (egy ilyen karakter ebben a filmben is előfordul, ő a buszon utazó szakács).
- Az NAACP akkori titkára, Walter Francis White ezt írta Sturgesnek:

Szeretném megköszönni a templombeli jelenetet a Sullivan utazásaiban és gratulálni hozzá. Ez az egyik legmegindítóbb jelenet, amit moziban hosszú ideje láttam. Különösen hálás vagyok önnek, ahogy sok más barátom is (fehérek és színesek egyaránt) a méltóságteljes és illedelmes módért, ahogyan a templomban ülő négereket ábrázolja. Nemrég voltam Hollywoodban, és nemsokára visszatérek egy konferenciára, ahol vezető filmkészítőkkel fogok találkozni, írókkal, rendezőkkel, színészekkel és színésznőkkel, akikkel közös erőfeszítést teszünk azért, hogy a négerek szélesebb körű és megfelelőbb bemutatást kapjanak a filmekben, ahelyett, hogy szolgai vagy komikus szerepekre korlátoznánk őket. A Sullivan utazásaiban látott jelenet egy lépés ebben az irányban és szeretném, ha tudná, mennyire hálásak vagyunk ezért.

## Feldolgozás
1942. november 9-én a Lux Radio Theatre a Sullivan utazásai rádióra átdolgozott változatát sugározta, a férfi főszereplő Ralph Bellamy volt, a lányt most is Veronica Lake alakította.

## A populáris kultúrában
- Lawrence Kasdan rendező Grand Canyon (1991) című filmjében Steve Martin figurája egy akciófilmes rendező, aki, miután kirabolják, elhatározza, hogy magasröptű drámákat fog készíteni, de hamarosan visszatér az akciófilmekhez, amikor rájön, hogy az erőszak az élethez tartozik. A Steve Martin által játszott szereplő azt ajánlja a Kevin Kline által játszott barátjának, hogy nézze meg a Sullivan utazásait, mert „a filmek azok, ahol választ kapunk az élet által feltett kérdésekre”.
- A Fraser és a farkas (Due South) 1995-ös, „Witness” című epizódjában ezt a filmet vetítik a raboknak egy börtönben, ahol Fraser maga is raboskodik.
- A Gyilkos számok (Numb3rs) című tévésorozat 4. évadának 16. epizódjában ("Atomic No. 33", 2008) Don Eppes különleges ügynök felfedi, hogy az ő kedvenc filmje nem a Heat (1995), hanem a Sullivan utazásai. A Numb3rs 6. évad 4. epizódjában ("Where Credit's Due", 2009) az egyik szereplő idéz a filmből.

### Sinclair Beckstein:O Brother, Where Art Thou
Miután kiszabadult a börtönből és repülőgépen ülnek, egy könyv borítója tűnik fel, Sinclair Beckstein: O Brother, Where Art Thou. A „Sinclair Beckstein” egy kitalált név, amit Upton Sinclair, Sinclair Lewis és John Steinbeck nevéből gyúrtak össze. Ők mindhárman társadalmilag érzékeny témákról írtak kritikus, realista stílusban.
A cím később több más műben felbukkan.
- A A Simpson család egyik 1991-es epizódja, az Oh Brother, Where Art Thou? e filmről kapta a nevét.[9] Ebben Homer féltestvére, Herb szerepel, aki egy nagy autógyár vezérigazgatói székéből csavargóvá válik.
- Az 1993-as Amos és Andrew bilincsben (Amos & Andrew) című filmben Samuel L. Jackson alakítása, aminek címe Yo Brother, Where Art Thou? volt Pulitzer-díjat ért.
- A Sliders című tévésorozat egyik 1998-as epizódjának címe „Oh Brother, Where Art Thou?” volt. Ebben a főhős Quinn Mallory megtalálja a fivérét egy egyszerű, gyarmati időszakban.
- A Coen testvérek 2000-es filmje, az Ó, testvér, merre visz az utad? innen kölcsönzi a címét és a történetben is vannak benne hasonlóságok a  Sullivan utazásaihoz; a DVD különleges kiadásában a Coen fivérek azt mondják, a filmjük majdnem olyan, amilyet Sullivan szeretett volna csinálni.

## Fordítás
- Ez a szócikk részben vagy egészben  a   Sullivan's Travels című angol Wikipédia-szócikk fordításán alapul.  Az eredeti cikk szerkesztőit annak laptörténete sorolja fel. Ez a jelzés csupán a megfogalmazás eredetét és a szerzői jogokat jelzi, nem szolgál a cikkben szereplő információk forrásmegjelöléseként.